# Crossair
La Crossair era una compagnia aerea svizzera con base a Basilea. È diventata Swiss International Air Lines nel 2002 dopo il fallimento della vecchia compagnia di bandiera Swissair.

## Storia
Fondata come compagnia privata da Moritz Suter nel 1978, sotto il nome di Business Flyers Basle, è stata in seguito ribattezzata Crossair, con voli regolari da Zurigo-Kloten verso Norimberga, Innsbruck e Klagenfurt. Al suo apogeo, negli anni '90, offriva un centinaio di destinazioni a medio e corto raggio a partire dalla Svizzera, con servizi charter per l'azionista di maggioranza Swissair. Con la bancarotta di quest'ultima, il 31 marzo 2002 la maggior parte delle attività di Swissair venne rilevata dalla stessa Crossair, che cambiò il suo nome in Swiss International Air Lines e ne mantenne il codice IATA "LX".

## Flotta
La tabella mostra con quali aerei operava Crossair.
- Crossair noleggiò un MD-11 da Swissair per la rotta Zurigo-Palma di Maiorca

## Incidenti
- Il 10 gennaio 2000 il volo Crossair 498 si schianta poco dopo il decollo dall'aeroporto di Zurigo. Tutte le dieci persone a bordo perirono.
- Il 24 novembre 2001 il Volo Crossair 3597 si schianta nei pressi di Zurigo, uccidendo 24 delle 33 persone a bordo.